# Shehan Karunatilaka

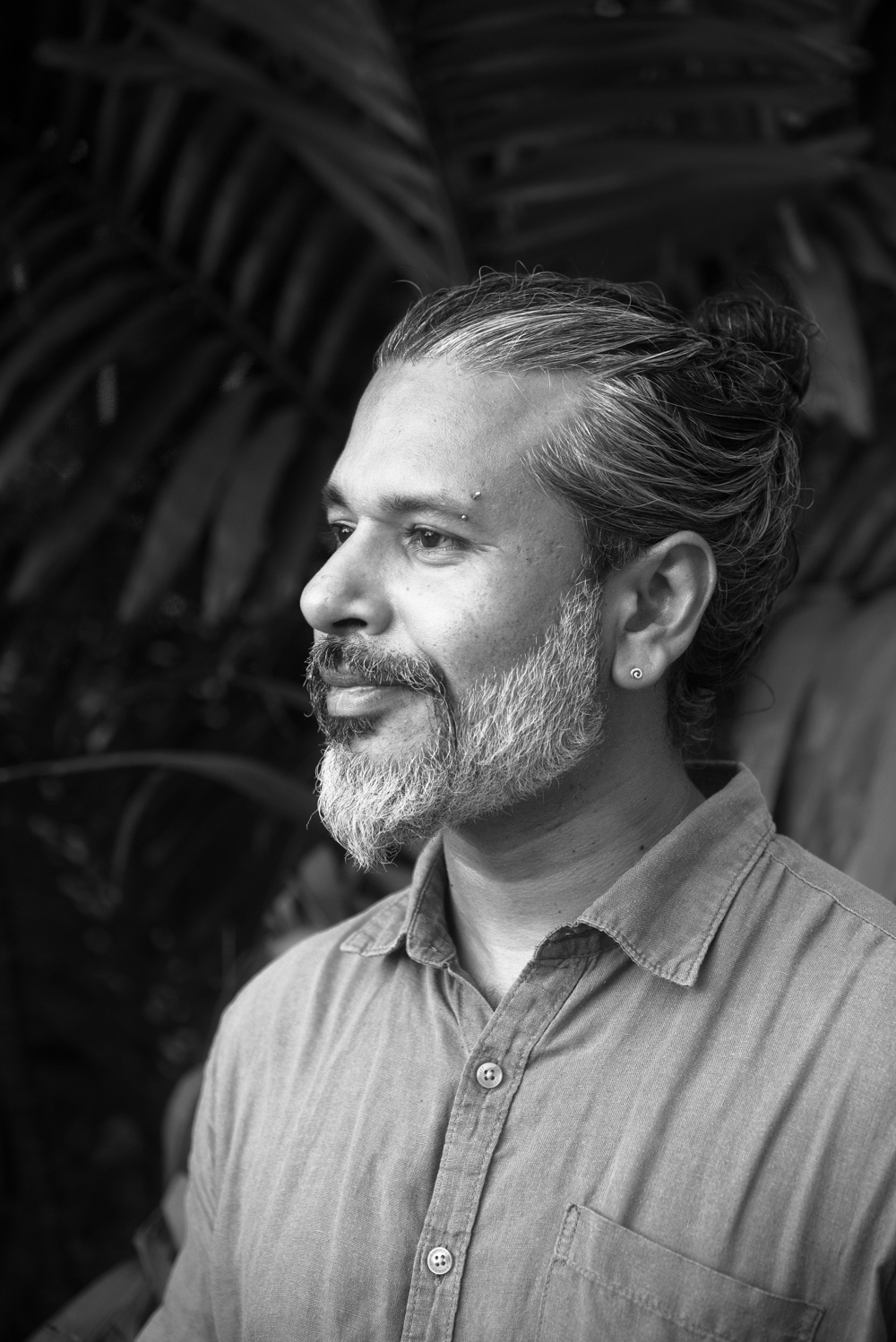
Shehan Karunatilaka (2020)

Shehan Karunatilaka (* 1975 in Galle) ist ein Schriftsteller aus Sri Lanka.
Shehan Karunatilaka studierte in Neuseeland an der Massey University. Er arbeitete als Werbetexter. Er ist verheiratet und hat Kinder.
2020 gewann er mit seinem Roman Chinaman: The Legend of Pradeep Mathew den Commonwealth Writers’ Prize, den DSC Prize for South Asian Literature und den Gratiaen Prize. Im Jahr 2022 wurde The Seven Moons of Maali Almeida mit dem Booker Prize ausgezeichnet.
Außer Romanen hat Karunatilaka Rocksongs, Drehbücher und Reiseerzählungen geschrieben.

## Werke
- Chinaman: The Legend of Pradeep Mathew, 2010
- Please Don't Put That In Your Mouth, 2019
- Chats with the Dead, 2020
- The Seven Moons of Maali Almeida, 2022
  - Übersetzung: Die sieben Monde des Maali Almeida, Roman. Dt. von Hannes Meyer. Rowohlt, Hamburg 2023, ISBN 978-3-498-00369-2.